# Aluche (bairro)
Aluche é um dos sete bairros do distrito de Latina, em Madrid, Espanha. Limita-se con os bairros de Campamento, Las Águilas, Lucero, Los Cármenes e com o distrito de Carabanchel. Seu nome veio do arroio Luche, que passava onde atualmente é o bairro.
Com 75,871 habitantes, é o maior dos bairros de Madri (pelo Censo 2001). 

## Centros Educativos
- Centro Autorizado Elemental de Música Serra.
- Centro Concertado de Educação Infantil Primaria Secundaria y bachillerato Institución La Salle.
- Centro Concertado de Educação Infantil Primaria y Secundaria Beata Filipina.
- Centro Concertado de Educação Infantil La Anunciata.
- Centro Concertado de Educação Infantil Primaria y Secundaria Gamo Diana.
- Centro Concertado de Educação Infantil Primaria y Secundaria Ntra. Sra. de Las Escuelas Pías.
- Centro Concertado de Educação Infantil y Primaria Luis Feito.
- Centro Concertado de Educação Infantil y Primaria Nebrija-Rosales.
- Centro Concertado de Educação Primaria y Secundaria San Juan García.
- Centro Concertado de Educação Profesional Especifica Escuela Politécnica Giner.
- Centro Privado de Educação Infantil A.E.I.O.U..
- Centro Privado de Educação Infantil Albéniz 2.
- Centro Privado de Educação Infantil Arlequín.
- Centro Privado de Educação Infantil El Rey de la Casa.
- Centro Privado de Educação Infantil Mínimos y Diminutos.
- Centro Privado de Educação Infantil Pequeños Bichitos.
- Centro Privado de Educação Infantil Picolos.
- Centro Privado de Educação Infantil Projardin Aluche.
- Centro Privado de Educação Infantil Villanatal.
- Centro Privado de Educação Infantil Primaria y Secundaria Arcángel Rafael.
- Centro Privado de Educação Infantil Primaria y Secundaria Santa Gema de Galgani.
- Centro Privado de Educação Profesional Especifica Ceu II - Instituto Superior de Estudios Profesionales.
- Centro Público de Educação de Personas Adultas Aluche.
- Colegio Público de Educação Especial Fray Pedro Ponce de León.
- C.E.I.P. Amadeo Vives (público).
- C.E.I.P. Costa Rica (público).
- C.E.I.P. Cuba (público).
- C.E.I.P. Hernán Cortes (público).
- C.E.I.P. La Latina (público).
- C.E.I.P. Jovellanos (público).
- C.E.I.P. Parque Aluche (público).
- Escola Infantil Pública Amadeo Vives.
- Escola Infantil Privada Santa Elena.
- I.E.S. Blas de Otero.
- I.E.S. Iturralde.
- I.E.S. Mariano José de Larra.
- I.E.S. Parque Aluche.
- I.E.S. Maria de Molina